# Eirenis barani
Espèce
Statut de conservation UICN

 LC  : Préoccupation mineure
Eirenis barani est une espèce de serpents de la famille des Colubridae.

## Répartition
Cette espèce est endémique de Turquie.

## Liste des sous-espèces
Selon The Reptile Database (14 février 2014) :
- Eirenis barani barani Schmidtler, 1988
- Eirenis barani bischofforum Schmidtler, 1997

## Étymologie
Cette espèce est nommée en l'honneur de l'herpétologiste turc İbrahim Baran.

## Publications originales
- Schmidtler, 1988 : Eirenis barani n.sp. aus dem mediterranen Süden der Türkei. Salamandra, vol. 24, no 4, p. 203-214.
- Schmidtler, 1997 : Die Zwergnattern (Eirenis modestus-Komplex) des Antitaurus in Süd-Anatolien und ihre geographischen Beziehungen zur begleitenden Herpetofauna. Salamandra, vol. 33, no 1, p. 33-60.